# 原泉 (野球)
 原 泉（はら いずみ、1992年7月26日 - ）は、鹿児島県大島郡喜界町出身の元プロ野球選手（外野手）。右投右打。

## 経歴

### プロ入り前
第一工業大学では3年春に鹿児島県リーグで最優秀選手、打者、ベストナインを獲得。4年秋は明治神宮大会出場を賭けた九州地区大学野球選手権1回戦で浜田智博が先発した九州産業大学（優勝することになる）に惜敗し、在学中は全国大会には出場できなかった。1年下に国場翼がいた。2014年10月23日、ドラフト会議で、東京ヤクルトスワローズから7位指名を受け、11月13日、契約金2500万円、年俸700万円で仮契約を結んだ。背番号は65。

### プロ入り後
一軍での出場機会はなく、2017年10月3日に球団から戦力外通告を受けた。同年11月15日、マツダスタジアム広島で行われた12球団合同トライアウトに参加。4打席2安打を放ったが、獲得の意向を示す球団はなく現役を引退した。
引退後は出身地である喜界島に帰郷し、喜界町職員に転職した。

## 詳細情報

### 年度別打撃成績
- 一軍公式戦出場なし

### 背番号
- 65（2015年 - 2017年）